# Chùa Chân Tiên (Hà Nội)
Chùa Chân Tiên, (Phúc Lâm tự), nằm ở 151 phố Bà Triệu, phường Lê Đại Hành, quận Hai Bà Trưng, Thành phố Hà Nội.

## Lịch sử
Chùa Chân Tiên vốn được xây từ rất sớm (hiện còn tồn tại một giả thiết lịch sử về sự liên quan của di tích này đến hội thề Đông Quan năm 1427), trước được đặt trên phần đất hai thôn Tiên Thị (chợ Tiên) và Chân Sơn Minh Cầm (tức Chân Cầm) tổng Tiền Túc huyện Thọ Xương phủ Phụng Thiên của Thăng Long (nay khoảng vị trí nhà Thờ Lớn-phố Chân Cầm), sau rời tới thôn Phụ Khánh tổng Tiền Nghiêm (khoảng phố Thợ Nhuộm-Lý Thường Kiệt ngày nay). 
Vào thời chúa Trịnh, chùa là nơi thờ Tống Thiên Thần vương, người giúp Trịnh Liễu đặt quý địa. Khi Pháp lấy đất làng Phụ Khánh để xây dựng trại giam Hoả Lò, chùa Chân Tiên chuyển đến phố Bà Triệu (tại phần đất làng Thể Giao (tức Thái Giao) tổng Tiền Nghiêm). Theo báo Hà Nội Mới thì: trước đó chùa có tên là chùa Báo Thiên ở thôn Tiên Thị và giáp thôn Chân Cầm. Đến thế kỷ 18, chùa bị di rời ra thôn An Phụ và lấy tên là Chân Tiên nhằm giữ lại địa danh gốc của chùa.
Năm 1990, chùa Chân Tiên cùng với đình Phụ Khánh (là một cụm di tích tại 151 phố Bà Triệu) đã được Bộ Văn hóa và Thông tin xếp hạng di tích lịch sử, nghệ thuật, theo quyết định số 168 VH/QĐ, ngày 2/3/1990.

## Trụ trì
- Cố Đại Lão Ni Trưởng Thích Đàm Luận (1924 - 2017)